# Oko-Akarè
Oko-Akarè ist ein Arrondissement im Departement Plateau im westafrikanischen Staat Benin. Es ist eine Verwaltungseinheit, die der Gerichtsbarkeit der Kommune Adja-Ouèrè untersteht.

## Demografie und Verwaltung
Gemäß der Volkszählung 2013 des beninischen Statistikamtes INSAE hatte das Arrondissement 17.732 Einwohner, davon waren 8461 männlich und 9271 weiblich.
Von den 76 Dörfern und Quartieren der Kommune Adja-Ouèrè entfallen zwölf auf Oko-Akarè:
1. Adjélémidé
2. Ita-Aro
3. Ita-Egbèbi
4. Ita-Egbèbi-Alakporou
5. Ita-Ogou
6. Iwinka
7. Kokorokèhoun
8. Obanigbé-Fouditi
9. Ogoukpatè
10. Oko-Akaré
11. Ologo
12. Ologo Akpakpa